# Enaa
Enaa je prva slovenska spletna trgovina, ki deluje od februarja 1999. Z njo upravlja podjetje Gambit trade, ki je v začetku preko Enaa ponujalo predvsem računalniško opremo, danes pa širši nabor izdelkov različnih dobaviteljev za gospodinjstva in podjetja.
Od leta 2020 je edini lastnik trgovine Enaa slovenski podjetnik Aljoša Domijan.

## Nagrade
- 2008: zlata nagrada podjetju Gambit trade za naj e-podjetje v kategoriji malih podjetij (podelili Javna agencija za podjetništvo in tuje investicije, Gospodarska zbornica Slovenije - Združenje za informatiko in telekomunikacije in Ministrstvo za visoko šolstvo znanost in tehnologijo - Direktorat za informacijsko družbo.)[2]